# 四素合成数
四素合成数（よんそごうせいすう）とは、相異なる 4 つの素数の積で表される自然数（合成数）のことである。
最小の四素合成数は 210（= 2 × 3 × 5 × 7）である。また、四素合成数は無数に存在する。
四素合成数の列は以下の通りである。
210, 330, 390, 462, 510, 546, 570, 690, 714, 770, 798, 858, 870, 910, 930, 966, 1110, 1122, 1155, 1190, 1218, 1230, 1254, 1290, 1302, 1326, 1330, 1365, 1410, 1430, 1482, 1518, 1554, 1590, 1610, 1722, 1770, 1785, 1794, 1806, 1830, 1870, 1914, 1938, 1974, 1995, 2002, 2010, 2030, 2046, 2090, 2130, 2145, 2170, 2190, 2210, 2226, 2262, 2346の順にある。（オンライン整数列大辞典の数列 A046386）
5つの素数を約数に持つ数（2310, 2730, 4290, 6006, 10010, 15015等）は五素合成数といい、（オンライン整数列大辞典の数列 A046387）
6つの素数を約数に持つ数（30030, 39270, 46410, 66990, 72930, 81510, 98670, 102102, 124410, 170170, 255255, 285285等）は六素合成数という。（オンライン整数列大辞典の数列 A067885）
七素合成数は510510が最小、次いで570570、870870、930930、1111110、1231230、1291290、1411410、1591590、1771770、1831830、2012010、2192190、2372370、2492490、2672670、2912910、3033030、3093090、3213210、3273270、3393390、3813810、3933930と続く。

## 性質
- 四素合成数の正の約数は 16 個である。
- 四素合成数 N に対して、 {\displaystyle \mu (n)=1}（ただし μ はメビウス関数）                                                                                                                                       四素合成数は平方因子を持たない整数（無平方数）であるため。
- 四素合成数 N = pqrs（p, q, r, s は相異なる素数）の正の約数は 1, p, q, r, s, pq, pr, ps, qr, qs, rs, pqr, pqs, prs, qrs, pqrs
  - 約数の和は (p+1)(q+1)(r+1)(s+1) で、8の倍数になる。
    - 一の位が0で72の倍数、2, 4, 6, 8で24の倍数、5で48の倍数、1, 3, 7, 9で16の倍数になる。

- 連続する2つの自然数である四素合成数の組で最小のものは (7314, 7315) である。（7314 = 2 × 3 × 23 × 53, 7315 = 5 × 7 × 11 × 19）
  - 小さい方の数の列は 7314, 8294, 8645, 11570, 13629, 15105, 15554, … （オンライン整数列大辞典の数列 A318896）
- 連続する3つの自然数である四素合成数の組で最小のものは (203433, 203434, 203435) である。　　　（203433 = 3 × 19 × 43 × 83, 203434 = 2 × 7 × 11 × 1321, 203435 = 5 × 23 × 29 × 61）
  - 中央の数の列は 203434, 214490, 225070, 258014, 294594, … で、1000000 までに 87 組ある。（オンライン整数列大辞典の数列 A248203）
- 4 つ以上の連続する自然数である四素合成数の組は存在しない。なぜならば、少なくとも一つは 4 (= 22) の倍数（複偶数）であり、それの素因数 2 の指数は 2 で四素合成数でないからである。
- 四素合成数は、1000以下には 16 個、10000以下には 429 個、100000以下には 7039 個ある。
- 三角数である四素合成数の列は 210, 1326, 1770, 1830, 2145, 2346, 2415, 2926, 3003, 3486, …（オンライン整数列大辞典の数列 A333771）
- 異なる素因数からなる、一の位が 1, 3, 7, 9 の半素数に0をつけた数は四素合成数になる。 ( 例　210, 330, 390, 510, 570, 690, 770, 870, 910, 930 … )
- 2つの互いに素である半素数の積で表される。 ( 例　210 = 6 × 35 = 10 × 21 = 14 × 15, 3003 = 21 × 143 = 33 × 91 = 39 × 77 )
- 互いに素である楔数と素数の積で表される。 ( 例　210 = 30 × 7 = 42 × 5 = 70 × 3 = 105 × 2, 3003 = 231 × 13 = 273 × 11 = 429 × 7 = 1001 × 3 )

## n素合成数
相異なる n 個の素数の積で表される自然数は、n素合成数である。
- n素合成数（n ≧ 0）の正の約数は 2n 個である。
- n素合成数（n ≧ 1）の約数の和は 2n－1 の倍数になる。n ≧ 2 のとき、
  - 一の位が0で 9×2n－1 の倍数
  - 2, 4, 6, 8で 3×2n－1 の倍数
  - 5で 3×2n の倍数
  - 1, 3, 7, 9で 2n の倍数

になる。
- n素合成数（n ≧ 0）の最小の数は

1, 2, 6, 30, 210, 2310, 30030, 510510, 9699690, 223092870, 6469693230, 200560490130, 7420738134810, 304250263527210, 13082761331670030, 614889782588491410, 32589158477190044730, 1922760350154212639070, 117288381359406970983270, 7858321551080267055879090,…（オンライン整数列大辞典の数列 A002110）
で、素数階乗に等しい。
- 連続する2つの自然数であるn素合成数（n ≧ 1）の組で最小のものは

2, 14, 230, 7314, 378014, 11243154, 965009045, 65893166030, 5702759516090, 605247139068494, 78971815814237709, 22593106657425552170,…（オンライン整数列大辞典の数列 A052215）
- 連続する3つの自然数であるn素合成数（n ≧ 2）の組で最小のものは

33, 1309, 203433, 16467033, 1990586013, 41704979953, 102099792179229,…（オンライン整数列大辞典の数列 A242492）
- 三角数であるn素合成数（n ≧ 0）で最小の数は

1, 3, 6, 66, 210, 3570, 207690, 930930, 56812470, 1803571770, 32395433070, 265257422430, 91348974206490, 24630635909489610, 438603767516904990, 14193386885746698630, 2378522762792139793830, 351206814022419685159830, 28791787439593010836313310,…（オンライン整数列大辞典の数列 A127637）